# Cabery
Cabery – wieś w Stanach Zjednoczonych, w stanie Illinois, w hrabstwie Ford.